# Вегшайд
Вегшайд (нім. Wegscheid) — громада в Німеччині, знаходиться в землі Баварія. Підпорядковується адміністративному округу Нижня Баварія. Входить до складу району Пассау.
Площа — 80,68 км2. Населення становить 5529 ос. (станом на 31 грудня 2020).